# Dzagoitkau
Dzagoitkau (en georgiano: ძაგოითყაუ) o Zagoitijau (en osetio: Зæгъойтыхъæу) es una aldea que pertenece a la parcialmente reconocida República de Osetia del Sur, parte del distrito de Znaur, aunque de iure pertenece al municipio de Tighvi de la región de Iberia Interior de Georgia.

## Geografía
Dzagoitkau se encuentra a orillas del río Froni Oriental, a 11 km de Kornisi. 

## Historia
De 1922 a 1990, formó parte del distrito de Znaur del óblast autónomo de Osetia del Sur, siendo de mayoría osetia. De 1990 a 2006, formó parte del raión de Kareli y, desde 2006, forma parte del municipio de Tighva. 

## Demografía
La evolución demográfica de Dzagoitkau entre 1959 y 2015 fue la siguiente:
| 26                                                       | 16 | 8 | 4 | 0 |
| (Fuente: Population of South Ossetia since Soviet times) |    |   |   |   |

Según el censo soviético de 1959, la mayoría de la población local eran osetios.